# Johann Baptist von Spix
Johann Baptist von Spix (Höchstadt-an-der-Aisch, Baviera, 9 de febrer de 1781 - Múnic, 15 de maig de 1826) va ser un metge, zoòleg i explorador alemany. Juntament amb Lorenz Oken, va ser un dels representants més destacats de la «Naturphilosophie».

## Biografia
Va néixer a Baviera, on va rebre el doctorat en teologia a la Universitat de Bamberg, pas previ pels estudis de medicina (graduat el 1806 a la Universitat de Würzburg).
Es va dedicar a l'activitat de metge a Würzburg per molts anys, els seus interessos eren l'anatomia i fisiologia. Va viatjar per França i Itàlia on es va trobar amb eminents científics, com Georges Cuvier i Étienne Geoffroy Saint-Hilaire.
El 1811, va aparèixer en els treballs d'història natural, específicament en la zoologia, sent comissari de Zoologia de la Bayerische Akademie der Wissenschaften de Múnic.
El 1817, va viatjar al Brasil amb Carl Friedrich Philipp von Martius, tornant el 1820 amb 6.500 espècimens de plantes, 2.700 d'insectes, 85 de mamífers, 350 d'aus, 150 d'amfibis i 116 de peixos. Tot el material recollit per Spix es conserva al Museu de Múnic, (Staatliche Museum für Völkerkunde de Múnic), i al Museu d'Història Natural de Múnic.
A causa d'una malària contreta en el seu viatge expedicionari, no pot completar el seu treball, i mor el 1826.

## Abreviatura
L'abreviatura Spix s'empra per indicar a Johann Baptist von Spix com a autoritat en la descripció i classificació científica dels vegetals i animals.

## Obres
- Geschichte und Beurtheilung aller Systeme in der Zoologie nach ihrer Entwicklungsfolge von Aristoteles bis auf die gegenwärtige Zeit. 1811 - Nürnberg, Schrag'sche Buchhandlung I-XIV; 710pp.

A més de la narració en 4 volums de l'expedició, Reise in Brasilien in den Jahren 1817 bis 1820 (Munic,1823-1831), les publicacions derivades directament de les col·leccions de Spix-Martius inclouen:
- Simiarum et Vespertilionum Brasiliensium Species Novae [micos i ratpenats], 1823, per Spix. Del Smithsonian Institution Libraries
- Serpentum Brasiliensium Species Novae [serps], 1824, per J.G. Wagler, a partir de notes de Spix
- Animalia Nova sive Species Novae Testudinum et Ranarum [tortugues i granotes], 1824, per Spix
- Animalia Nova sive Species Novae Lacertarum [llangardaixos], 1825, per Spix
- Avium Species Novae [ocells], 1824-1825, per Spix
- Testacea Fluviatilia... [mol·luscs d'aigua dolça], 1827, per A.J. Wagner
- Selecta Genera et Species Piscium [peixos], 1829[-1831], per Louis Agassiz
- Delectus Animalium Articulatorum [insectes], 1830, per Maximilian Perty
- Novae Genera et Species Plantarum [plants], 1823-1832, per Martius
- Plantarum Cryptogamicarum [criptògames], 1828, per Martius